# Videm (gmina Dobrepolje)
Videm – wieś w Słowenii, w gminie Dobrepolje. W 2018 roku liczyła 555 mieszkańców.